# Organisation de l'armée secrete
Organisation de l'armée secrete (dobesedno Organizacija tajne vojske; kratica: OAS) je bila skrivna vojaška organizacija- francoska desničarska teroristična skupina, ki jo je vodil general Raoul-Albert-Louis Salan. Ustanovljena je bila v Franciji leta 1961. Delovala je v 60. letih 20. stoletja; večina članov je bila vojakov, ki so nasprotovali osamosvojitvi Francoske Alžirije. 
Skupina je bila uradno ustanovljena januarja 1961 v Madridu in prenehala aktivno obstajati z odhodom Francozov iz Alžirije. Kljub temu pa ima OAS še vedno privržence med francosko skrajno desnico.